# PepTalk
PepTalk is een voormalig opinieprogramma van BNR Nieuwsradio en huidig sportprogramma. Het programma werd beurtelings gepresenteerd door Frits Barend, Kathalijne Buitenweg, Ben van der Burg, Joost Eerdmans, Frederique de Jong, Esther van Rijswijk, Max Westerman, Frits Huffnagel, Thomas van Zijl, Prem Radhakishun en Sander Simons. Laatstgenoemde vertrok in 2009 door onenigheid met Prem Radhakishun.
Het programma werd op werkdagen uitgezonden om half één 's middags. De eerste uitzending was op 6 april 2009.
In het programma konden luisteraars telefonisch of via Twitter hun mening geven, maar de programmamakers belden ook naar betrokkenen bij het onderwerp en deskundigen. Peptalk verschilde van andere programma's op BNR en het concurrerende Stand.nl, omdat de presentator zelf stelling nam over het behandelde onderwerp.